# Denmark Vesey
Denmark Vesey (1767? – juillet 1822) fut le leader d'une révolte d'esclaves sévèrement réprimée en Caroline du Sud en 1822. Considéré comme un héros par les plus radicaux des abolitionnistes américains, son nom a notamment servi de cri de ralliement aux régiments noirs lors de la guerre de Sécession.

## Biographie
En 1781, il est acheté par le capitaine Joseph Vesey dans l'île danoise de Saint Thomas, parmi une cargaison de 390 esclaves à destination du Cap Français à Saint-Domingue, où son maître doit revenir le chercher au voyage suivant car il est victime d'épilepsie,. Il est installé à Charleston où en 1799 il gagne 1500 dollars dans une loterie à East Bay Street, ce qui lui permet d'acheter pour 600 dollars sa liberté, mais pas celle de sa femme, et de s'installer comme charpentier. Il cofonde en 1816 une antenne de l'église méthodiste africaine, qui est interdite en 1818 puis en 1820. Pour rendre visite à ses enfants, esclaves, il est contraint de solliciter l'autorisation à leur propriétaire. 
Dans son église, il prépare par des lectures de la bible, des rires et des chants une révolte qui doit se tenir le 14 juillet 1822 et lui permettre de s'enfuir en Haïti avec des esclaves noirs. Son lieutenant est un prêtre noir venu d'Angola en Afrique de l'ouest, Jack Purcell, appelé Gullah Jack. Les conspirateurs prévoient d'entreposer des armes dans le magasin de M. Duquercron.
Mais des fuites parviennent à la police. En mai 1822, Devany, un esclave appartenant au Colonel Prioleau de Charleston le dénonce. La police procède alors à 131 arrestations d'esclaves, dont 67 sont condamnés et 35 sont pendus, Vesey inclus. L'église est rasée et une milice mise sur pied.
D'autres révoltes d'esclaves s'étaient tenues dans les années précédentes, en 1805 à Columbia et en 1816 à Ashepoo, dans l'archipel de Beaufort. Son personnage a inspiré un téléfilm américain, Denmark Vesey's Revolt, où il est incarné par l'acteur camerounais Yaphet Kotto.
Le 14 février 2014 des militants ont érigé une statue en son honneur à Charleston.
Son histoire est aussi racontée dans la série Netflix Outer Banks.